# Royal Procession Passing Along the Mall
Royal Procession Passing Along the Mall è un cortometraggio muto del 1901. Il nome del regista non viene riportato nei credit del film ma vi appare quello del produttore Cecil M. Hepworth come direttore della fotografia.
Il film documenta alcune scene del funerale della regina Vittoria celebrati a Londra il 2 febbraio 1901. 
Gran parte delle cerimonie che accompagnarono l'evento furono riprese da Hepworth in una serie di brevi cortometraggi che coprono la giornata.

## Produzione
Il film fu prodotto dalla Hepworth. Venne girato a Londra il 2 febbraio 1901, giorno dei funerali della regina Vittoria, morta il 22 gennaio che sarebbe stata tumulata - dopo due giorni di lutto nazionale - nel Mausoleo Frogmore.

## Distribuzione
Distribuito dalla Hepworth, il documentario - un cortometraggio della lunghezza di 45,7 metri - presumibilmente uscì nelle sale cinematografiche britanniche nel 1901.
Non si hanno altre notizie del film che si ritiene perduto, forse distrutto nel 1924 quando il produttore Cecil M. Hepworth, ormai fallito, cercò di recuperare l'argento del nitrato fondendo le pellicole.